# Male Fantasy
"Male Fantasy" é uma canção da cantora estadunidense Billie Eilish, gravada para o seu segundo álbum de estúdio, Happier Than Ever (2021). Eilish escreveu a canção com seu produtor Finneas O'Connell. "Male Fantasy" foi lançada em 6 de dezembro de 2021, como o sétimo single de Happier Than Ever, ao lado de um videoclipe autodirigido e autoeditado por Eilish. A canção foi descrita como uma balada acústica de folk com toque de country. Os versos da canção tocam em assuntos como efeitos negativos da pornografia na sociedade, patriarcado na indústria da música, enquanto no refrão a artista admite que não poderia odiar seu amante do passado.  Foi um dos últimos cortes feitos para o álbum, e foi colocado como faixa de encerramento, já que parecia créditos. A canção recebeu elogios generalizados dos críticos de música e se tornou a favorita dos fãs.

## Antecedentes e lançamento

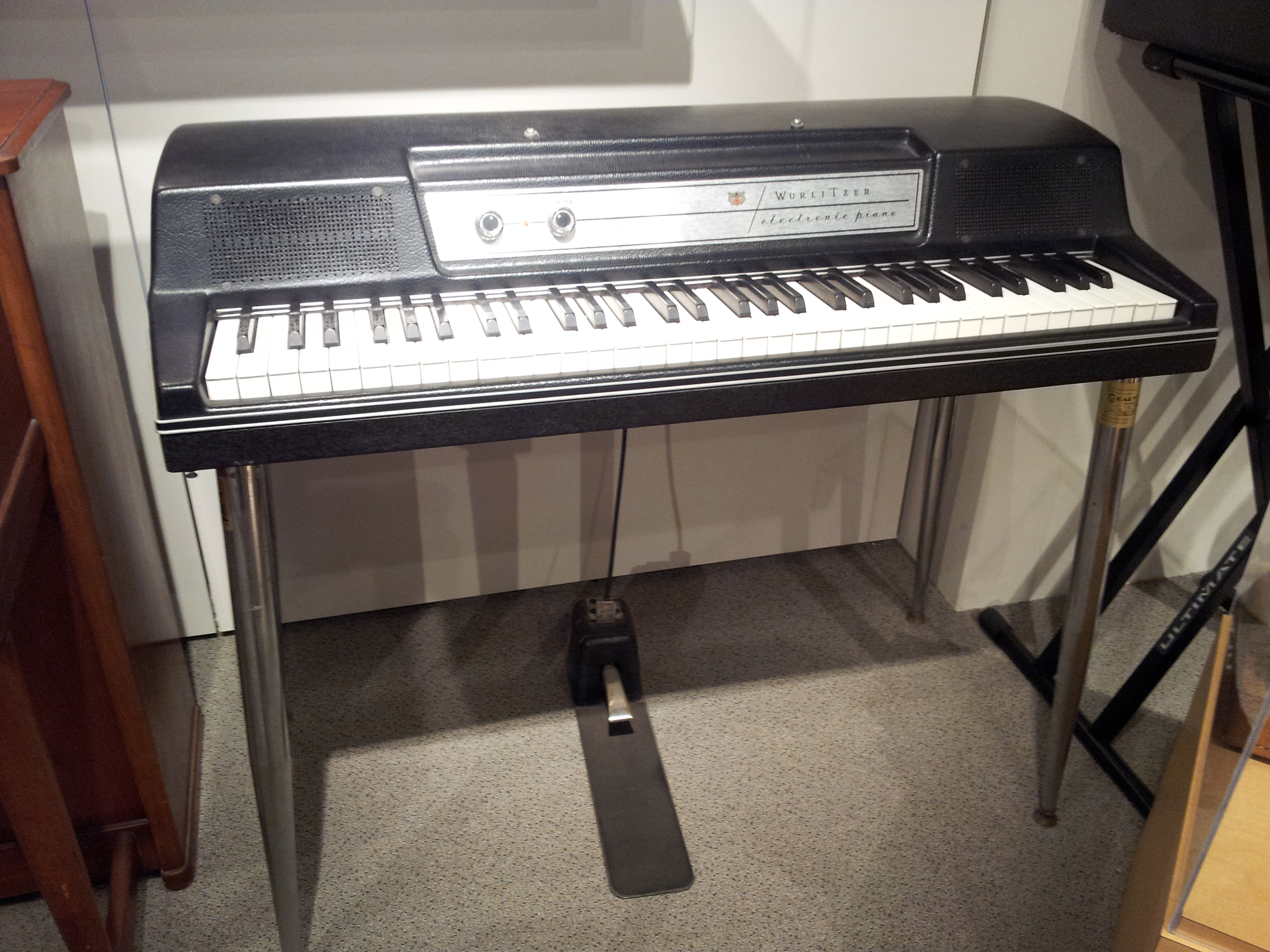
Finneas usou um piano eletrônico Wurlitzer (foto) na instrumentação da canção.

"Male Fantasy" foi escrita por Billie Eilish e seu produtor Finneas O'Connell. A ideia para esta faixa surgiu depois que a cantora teve conversas sobre o quão "estúpida e irrealista" a pornografia é. Ela viu esse tópico como uma "boa ideia" para uma canção, portanto, é "desconfortável" discutir e pode "fazer você se sentir violada e bem ao mesmo tempo". Em entrevista ao i-D, ela elaborou que costuma escrever sobre seu passado, pois é mais fácil para ela do que definir letras de eventos atuais. No entanto, Eilish admitiu que o processo foi "difícil e satisfatório e revelador e exposto e também incrivelmente catártico", enquanto a canção "praticamente se escreveu sozinha".
No início de fevereiro de 2021, a canção não foi considerada incluída em Happier Than Ever, com a faixa-título a concluir a lista de faixas. No entanto, depois de "Male Fantasy" ter sido escrita, a cantora disse que "sentia melhor fechá-la com isso", uma vez que a faixa "parecia créditos". Além disso, Eilish não quis terminar o álbum com uma "nota irritada", pois acha que "nada deve terminar com uma nota má". A cantora também incluiu, que esta canção é uma das suas faixas favoritas do álbum, e que devido à sua sinestesia, ela acha que esta faixa é representada por uma cor azul claro. Mais tarde, foi escolhida como o sétimo single do álbum em 6 de dezembro de 2021, com o seu lançamento do videoclipe.

## Videoclipe

### Lançamento
Um videoclipe de "Male Fantasy" foi anunciado por Eilish em 5 de dezembro de 2021, com uma prévia de 16 segundos, criando entusiasmo entre os fãs da artista. O vídeo estreou no YouTube no dia seguinte. Foi dirigido e editado pela cantora. Em sua conta no Instagram, ela escreveu que foi "um dos [seus] primeiros vídeos a editar sozinha" e descreveu essa experiência como uma "tarefa divertida" e "alegre". É o sexto visual da era Happier Than Ever que ela dirigiu.

### Sinopse
O vídeo é baseado em vários jump cuts, e é definido em um filtro azul claro, que é a cor que "Male Fantasy" representa para a cantora. Além da cor acima mencionada, o visual também parece focar em um preto. O visual apresenta Eilish sozinha em uma casa mal iluminada, acenando para a linha de abertura da canção. No clipe, a cantora é retratada deprimida, e tentando lidar com um coração partido. O clipe começa com Eilish olhando para seu reflexo no espelho, e depois ela é vista olhando para a tela da TV. Na cena seguinte, a artista "desconfortavelmente" rola na cama. Durante o refrão, a cantora come sozinha, deitada na cozinha, e sentada no chão do banheiro. No segundo verso, Eilish olha a geladeira. Ela também está contemplando, e vagando pela casa. O videoclipe termina com a cantora se olhando novamente no espelho do banheiro, mas desta vez com as cortinas puxadas. Muitas das cenas se repetem durante o visual, apenas com diferentes posições feitas por Eilish.

## Apresentações ao vivo

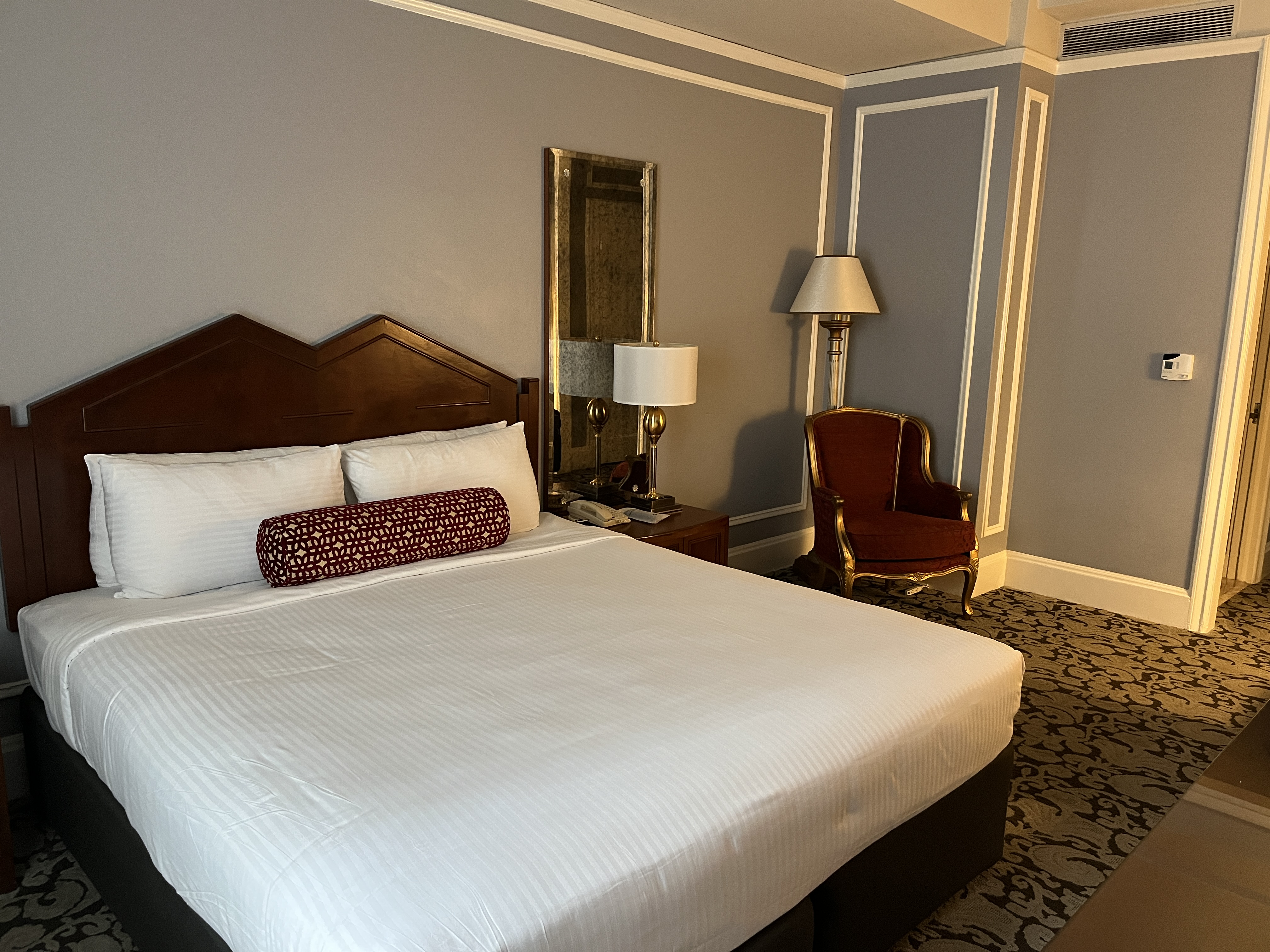
Interior of the Millennium Biltmore Hotel, September 2022 in Los Angeles

Em 4 de agosto de 2021, Eilish publicou uma apresentação Vevo Live de "Male Fantasy" em seu canal do YouTube. O vídeo foi dirigido por Kyle Goldberg. No mês seguinte, a cantora lançou seu filme-concerto intitulado Happier Than Ever: A Love Letter to Los Angeles, que contou com uma performance da canção. Em 11 de dezembro, Eilish apresentou "Happier Than Ever" e "Male Fantasy" no Saturday Night Live. Eilish incluiu "Male Fantasy" em sua turnê, Happier Than Ever, The World Tour, onde a canção foi apresentada entre "Your Power" e o interlúdio Not My Responsibility. A cantora canta a canção em um violão sentada sozinha no palco.

## Créditos e pessoal
Todo o processo de elaboração de "Male Fantasy" atribui os seguintes créditos:
- Billie Eilish: vocais, composição, engenharia de vocais
- Finneas O'Connell: composição, produção, guitarra acústica, engenharia, sintetizador, arranjo vocal, piano eletrônico Wurlitzer
- Dave Kutch: masterização
- Rob Kinelski: mixagem
- Casey Cuayo: assistência de mixagem
- Eli Heisler: assistência de mixagem

## Desempenho comercial
"Male Fantasy" não conseguiu entrar na parada Hot 100 dos EUA, mas chegou ao número dois na Bubbling Under Hot 100. Além disso, a faixa conseguiu estrear na Hot Rock & Alternative Songs no número 20, tornando-se a 15ª entrada de Eilish no top 20 da parada. No Canadá, a canção alcançou o número 62, enquanto nas pesquisas globais publicadas pela Billboard, o single conseguiu chegar ao número 81 na Global 200, enquanto alcançou a posição 125 na Global Excl. US. Em outros lugares, a faixa ficou nas paradas nacionais da Austrália e Portugal, em posições como 59 e 80, respectivamente. Além disso, "Male Fantasy" alcançou o número 91 no UK Streaming Chart e número 9 no na parada Heatseeker da Suécia.

### Tabelas semanais
| Tabela musical (2021)                                   | Melhor posição |
| ------------------------------------------------------- | -------------- |
| Austrália (ARIA)                                        | 59             |
| Canadá (Canadian Hot 100)                               | 62             |
| Estados Unidos (Bubbling Under Hot 100 Singles)         | 2              |
| Estados Unidos (Billboard Hot Rock & Alternative Songs) | 20             |
| Mundo (Billboard Global 200)                            | 81             |
| Portugal (AFP)                                          | 80             |
| Reino Unido (Audio Streaming Chart)                     | 91             |
| Suécia (Sverigetopplistan Heatseeker)                   | 9              |